# Xiaochengzi (socken i Kina, Heilongjiang)
Xiaochengzi (kinesiska: 小城子, 小城子乡) är en socken i Kina. Den ligger i provinsen Heilongjiang, i den nordöstra delen av landet, omkring 420 kilometer öster om provinshuvudstaden Harbin.
Genomsnittlig årsnederbörd är 874 millimeter. Den regnigaste månaden är juli, med i genomsnitt 187 mm nederbörd, och den torraste är januari, med 7 mm nederbörd.